# Vieska (Veľký Krtíš)
Vieska (bis 1927 slowakisch „Malá Vieska“; ungarisch Tótkisfalu – bis 1888 Kisfalu) ist eine Gemeinde im Süden der Slowakei mit 188 Einwohnern (Stand 31. Dezember 2024). Sie gehört zum Okres Veľký Krtíš, einem Kreis des Banskobystrický kraj.

## Geographie

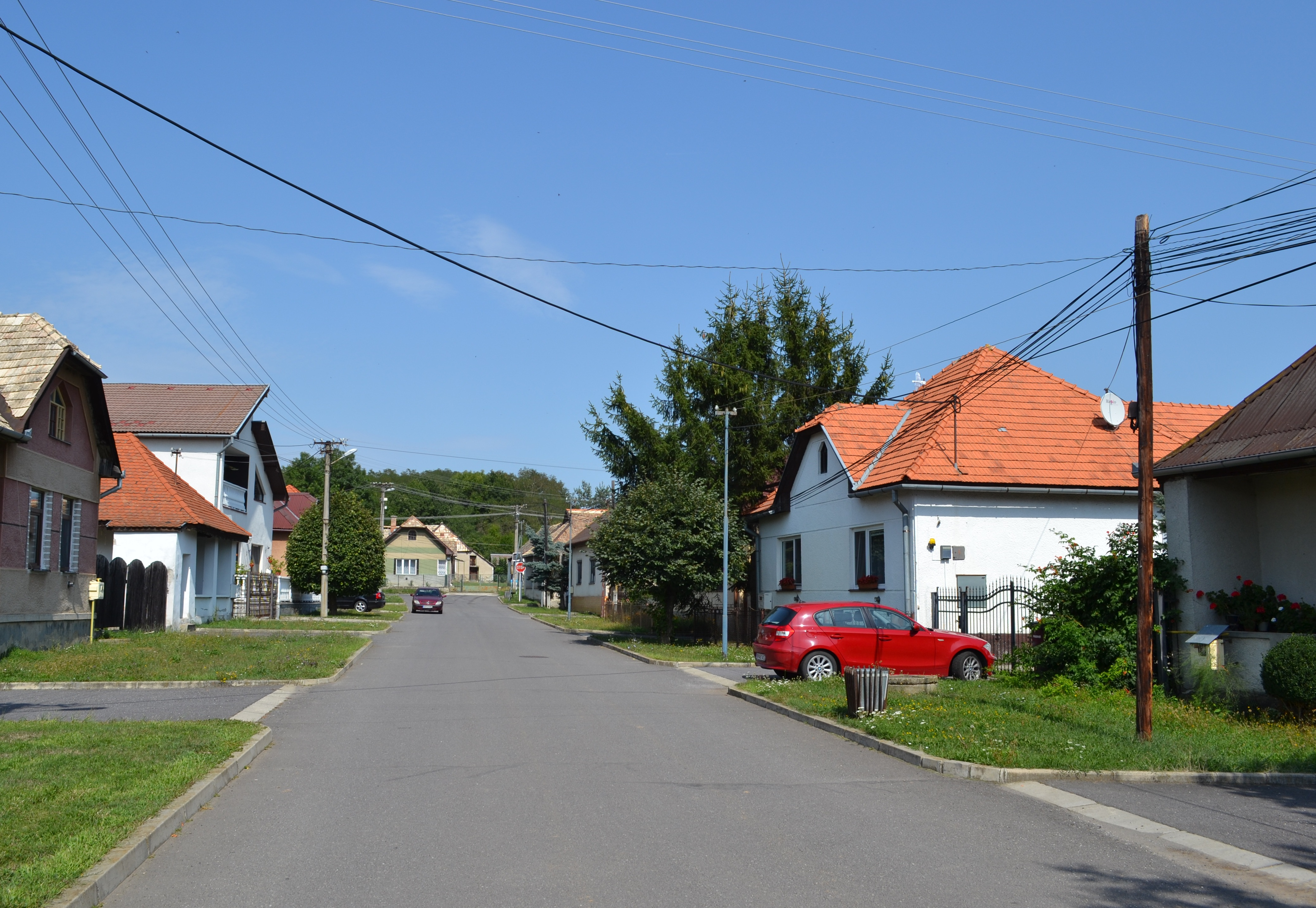
Straßenansicht in Vieska

Die Gemeinde befindet sich im Talkessel Ipeľská kotlina im Tal des Flüsschens Tisovník. Das Ortszentrum liegt auf einer Höhe von 190 m n.m. und ist 14 Kilometer von Veľký Krtíš entfernt.
Zur Gemeinde gehört auch der südlich des Hauptortes gelegene Weiler Lupín.
Nachbargemeinden sind Chrťany im Norden, Dolná Strehová im Osten und Süden, Pôtor im Südwesten, Slovenské Kľačany im Westen und Horná Strehová im Nordwesten.

## Geschichte
Vieska wurde zum ersten Mal 1447 als Zawoda a. n. Wyfalw schriftlich erwähnt und war Besitz mehrerer landadliger Familien, wie zum Beispiel Madách. 1715 gab es 12 Untertanen-Haushalte im Ort, 1828 zählte man 53 Häuser und 431 Einwohner, die als Landwirte und Schafhirten beschäftigt waren.
Bis 1918/1919 gehörte der im Komitat Neograd liegende Ort zum Königreich Ungarn und kam danach zur Tschechoslowakei beziehungsweise heute Slowakei. 

## Bevölkerung
| Jahr                | 1994 | 2004    | 2014    | 2024     |
| ------------------- | ---- | ------- | ------- | -------- |
| Anzahl der Personen | 199  | 208     | 219     | 188      |
| Unterschied         |      | +4,52 % | +5,28 % | −14,15 % |

| Jahr                | 2023 | 2024    |
| ------------------- | ---- | ------- |
| Anzahl der Personen | 186  | 188     |
| Unterschied         |      | +1,07 % |

Gemäß der Volkszählung 2011 wohnten in Vieska 223 Einwohner, davon 214 Slowaken, zwei Magyaren und ein Tscheche. Sechs Einwohner machten keine Angabe zur Ethnie.
144 Einwohner bekannten sich zur römisch-katholischen Kirche und 49 Einwohner zur Evangelischen Kirche A. B. 18 Einwohner waren konfessionslos und bei 12 Einwohnern wurde die Konfession nicht ermittelt.

## Bauwerke
- Glockenturm